# دوغ فيشر (سياسي)
دوغ فيشر هو صحفي وسياسي كندي، ولد في 19 سبتمبر 1919 في Sioux Lookout ‏ في كندا، وتوفي في 18 سبتمبر 2009 في أوتاوا في كندا. نشط حزبياً في الحزب الديمقراطي الجديد. وقد انتخب عضو مجلس العموم الكندي.